# Keita Fanta
Fanta Keita (8 tháng 5 năm 1981 – 30 tháng 10 năm 2006) là một judoka người Sénégal. Cô là nhà vô địch Châu Phi năm 2005, đồng thời là nhà vô địch Senegal hai lần vào năm 2000 và 2005. 
Keita qua đời sau một tai nạn huấn luyện khi chỉ mới 25 tuổi.